# Grand Prix USA 1968
Grand Prix USA 1968 (oficiálně XI United States Grand Prix) se jela na okruhu Watkins Glen International ve Watkins Glen v New Yorku ve Spojených státech amerických dne 6. října 1968. Závod byl jedenáctým v pořadí v sezóně 1968 šampionátu Formule 1.

## Kvalifikace
| Poř. | No. | Jezdec               | Konstruktér   | Čas     | Rychlost |
| ---- | --- | -------------------- | ------------- | ------- | -------- |
| 1    | 12  | Mario Andretti       | Lotus-Ford    | 1:04.20 | 207.533  |
| 2    | 15  | Jackie Stewart       | Matra-Ford    | 1:04.27 | 207.307  |
| 3    | 10  | Graham Hill          | Lotus-Ford    | 1:04.28 | 207.274  |
| 4    | 6   | Chris Amon           | Ferrari       | 1:04.37 | 206.985  |
| 5    | 1   | Denny Hulme          | McLaren-Ford  | 1:04.57 | 206.343  |
| 6    | 4   | Jochen Rindt         | Brabham-Repco | 1:04.81 | 205.579  |
| 7    | 14  | Dan Gurney           | McLaren-Ford  | 1:05.23 | 204.256  |
| 8    | 3   | Jack Brabham         | Brabham-Repco | 1:05.25 | 204.193  |
| 9    | 5   | John Surtees         | Honda         | 1:05.32 | 203.974  |
| 10   | 2   | Bruce McLaren        | McLaren-Ford  | 1:05.69 | 202.825  |
| 11   | 8   | Pedro Rodríguez      | BRM           | 1:06.10 | 201.567  |
| 12   | 16  | Jo Siffert           | Lotus-Ford    | 1:06.17 | 201.354  |
| 13   | 21  | Jean-Pierre Beltoise | Matra         | 1:06.96 | 198.979  |
| 14   | 22  | Piers Courage        | BRM           | 1:07.02 | 198.800  |
| 15   | 7   | Derek Bell           | Ferrari       | 1:07.06 | 198.682  |
| 16   | 11  | Jackie Oliver        | Lotus-Ford    | 1:07.46 | 197.504  |
| 17   | 18  | Vic Elford           | Cooper-BRM    | 1:08.56 | 194.335  |
| 18   | 17  | Jo Bonnier           | McLaren-BRM   | 1:08.93 | 193.292  |
| 19   | 9   | Bobby Unser          | BRM           | 1:09.60 | 191.431  |
| 20   | 19  | Lucien Bianchi       | Cooper-BRM    | 1:09.77 | 190.965  |
| 21   | 21  | Henri Pescarolo      | Matra         | 1:10.43 | 189.175  |

## Závod
| Poř.   | No. | Jezdec               | Konstruktér   | Počet kol | Čas/Odstoupení    | Pořadí na startu | Body |
| ------ | --- | -------------------- | ------------- | --------- | ----------------- | ---------------- | ---- |
| 1      | 15  | Jackie Stewart       | Matra-Ford    | 108       | 1:59:20.29        | 2                | 9    |
| 2      | 10  | Graham Hill          | Lotus-Ford    | 108       | + 24.68           | 3                | 6    |
| 3      | 5   | John Surtees         | Honda         | 107       | + 1 kolo          | 9                | 4    |
| 4      | 14  | Dan Gurney           | McLaren-Ford  | 107       | + 1 kolo          | 7                | 3    |
| 5      | 16  | Jo Siffert           | Lotus-Ford    | 105       | + 3 kola          | 12               | 2    |
| 6      | 2   | Bruce McLaren        | McLaren-Ford  | 103       | + 5 kol           | 10               | 1    |
| Ret    | 22  | Piers Courage        | BRM           | 93        | Nedostatek paliva | 14               |      |
| Ret    | 1   | Denny Hulme          | McLaren-Ford  | 92        | Nehoda            | 5                |      |
| NC     | 19  | Lucien Bianchi       | Cooper-BRM    | 88        | Neklasifikován    | 20               |      |
| Ret    | 3   | Jack Brabham         | Brabham-Repco | 77        | Motor             | 8                |      |
| Ret    | 4   | Jochen Rindt         | Brabham-Repco | 73        | Motor             | 6                |      |
| Ret    | 18  | Vic Elford           | Cooper-BRM    | 71        | Motor             | 17               |      |
| Ret    | 8   | Pedro Rodríguez      | BRM           | 66        | Zavěšení          | 11               |      |
| NC     | 17  | Jo Bonnier           | McLaren-BRM   | 62        | Neklasifikován    | 18               |      |
| Ret    | 6   | Chris Amon           | Ferrari       | 59        | Vodní čerpadlo    | 4                |      |
| Ret    | 21  | Jean-Pierre Beltoise | Matra         | 44        | Převody           | 13               |      |
| Ret    | 9   | Bobby Unser          | BRM           | 35        | Motor             | 19               |      |
| Ret    | 12  | Mario Andretti       | Lotus-Ford    | 32        | Spojka            | 1                |      |
| Ret    | 7   | Derek Bell           | Ferrari       | 14        | Motor             | 15               |      |
| DNS    | 11  | Jackie Oliver        | Lotus-Ford    | 0         | Nestartoval       |                  |      |
| DNS    | 20  | Henri Pescarolo      | Matra         | 0         | Nestartoval       |                  |      |
| Zdroj: |     |                      |               |           |                   |                  |      |

## Průběžné pořadí po závodě
Pohár jezdců
|        | Pořadí | Jezdec         | Body |
| ------ | ------ | -------------- | ---- |
|        | 1      | Graham Hill    | 39   |
| 1      | 2      | Jackie Stewart | 36   |
| 1      | 3      | Denny Hulme    | 33   |
|        | 4      | Jacky Ickx     | 27   |
|        | 5      | Bruce McLaren  | 16   |
| Zdroj: |        |                |      |

Pohár konstruktérů
|        | Pořadí | Konstruktér  | Body |
| ------ | ------ | ------------ | ---- |
|        | 1      | Lotus-Ford   | 53   |
| 1      | 2      | Matra-Ford   | 45   |
| 1      | 3      | McLaren-Ford | 43   |
|        | 4      | Ferrari      | 32   |
|        | 5      | BRM          | 25   |
| Zdroj: |        |              |      |